# NGC 7167
NGC 7167 is een balkspiraalstelsel in het sterrenbeeld Waterman. Het hemelobject werd op 29 juli 1834 ontdekt door de Britse astronoom John Herschel.

## Synoniemen
- ESO 532-9
- MCG -4-52-1
- AM 2157-245
- IRAS 21576-2452
- PGC 67816